# Швеция на «Евровидении-2006»
Выступление Швеции на конкурсе песни Евровидение 2006, которое прошло в столице Греции в городе Афины, стало 45-м конкурсом на Евровидении для этой страны. Страну представляла Карола с песней Invincible (Непобедимый).

## Национальный отбор
Финал отбора Мелодифестивален 2006 прошел 12 марта. Была выбрана Карола.

### Результаты национального отбора
| #  | Исполнитель       | Песня                      | Баллы | Место |
| -- | ----------------- | -------------------------- | ----- | ----- |
| 1  | Андреас Йонсон    | Sing For Me                | 200   | 3     |
| 2  | Бьёрн Шелльман    | Älskar du livet            | 6     | 9     |
| 3  | Линда Бенгтцинг   | Jag ljuger så bra          | 56    | 7     |
| 4  | The Poodles       | Night Of Passion Якоб Даун | 98    | 4     |
| 5  | Магнус Карлссон   | Lev livet                  | 19    | 8     |
| 6  | Rednex            | Mama Take Me Home          | 61    | 6     |
| 7  | Карола            | Evighet                    | 234   | 1     |
| 8  | Магнус Беклунд    | The Name Of Love           | 68    | 5     |
| 9  | Кикки Даниэльссон | I dag & i morgon           | 2     | 10    |
| 10 | BWO               | Temple of Love             | 202   | 2     |

### Исполнитель
Карола уже два раза довольно успешно представляла Швецию: в 1983, заняв 3е место с песней «Främling», а в 1991 с «Fångad av en stormvind», победив.
Впервые она появилась на телевизионном экране в 1977 году одержав победу на шоу молодых талантов. Несколько лет спустя продюсер Берт Карлссон предложил ей принять участие в Мелодифестивалене, но она оказалась от этого предложения. В 1983 году она выпускает совместный альбом со шведской метал группой Stand by и в том же году решает попытать счастья и на национальном отборе. Она выступает с песней «Främling» и побеждает, набрав максимальные очки от всех жюри фестиваля. 23 апреля она представляет Швецию на Евровидении 1983 в Мюнхене и занимает 3 место. За её выступлением на конкурсе следят 6.1 миллиона телезрителей в Швеции, что составляет 84 % населения страны — рекорд, который не побит до сих пор. Вновь с этой песней Карола выступает на юбилейном Евровидении Congratulations в Копенгагене в 2005 году.